# سنت‌اندره
شهر سِنت‌اِندره (به مجاری: Szentendre) در پِشت در کشور مجارستان واقع شده‌است. جمعیت این شهر ۲۴٫۶۲۰ نفر است.

## نگارخانه

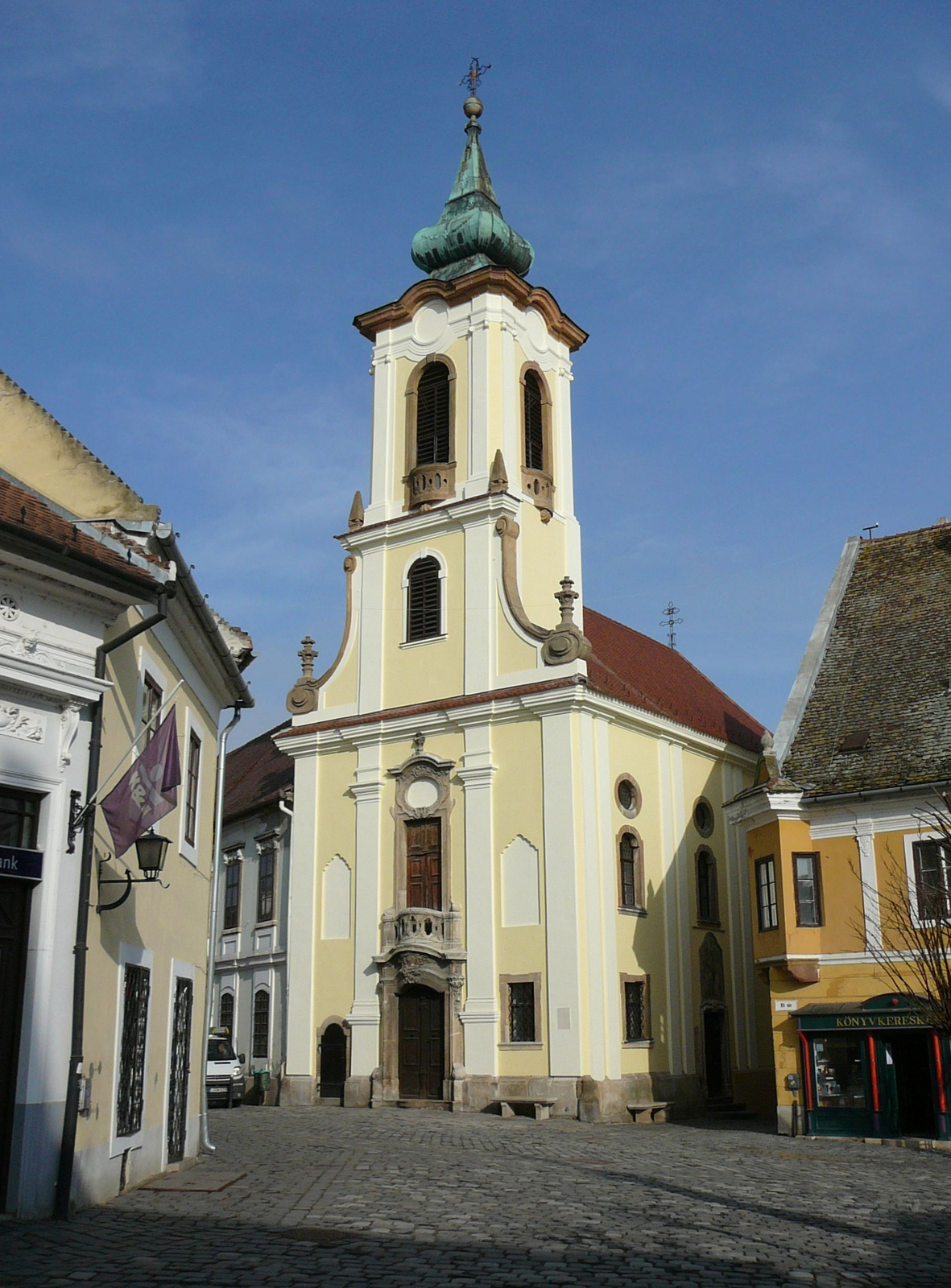
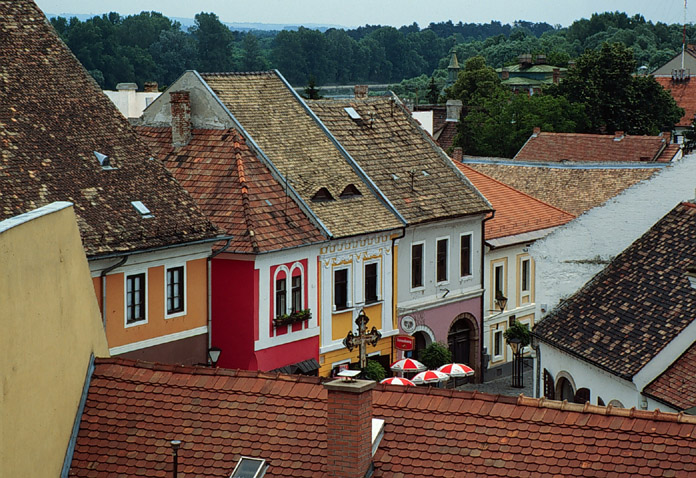
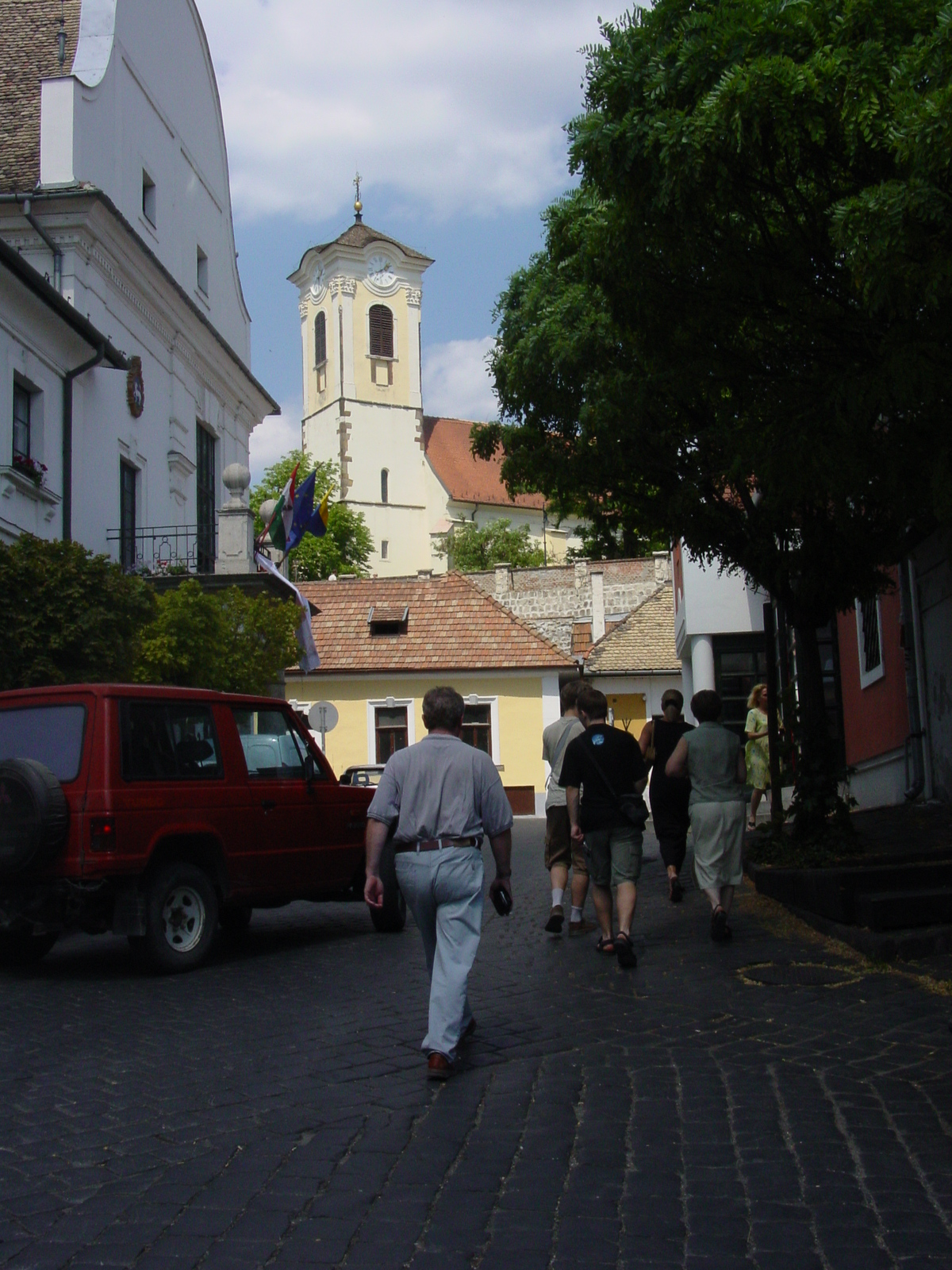

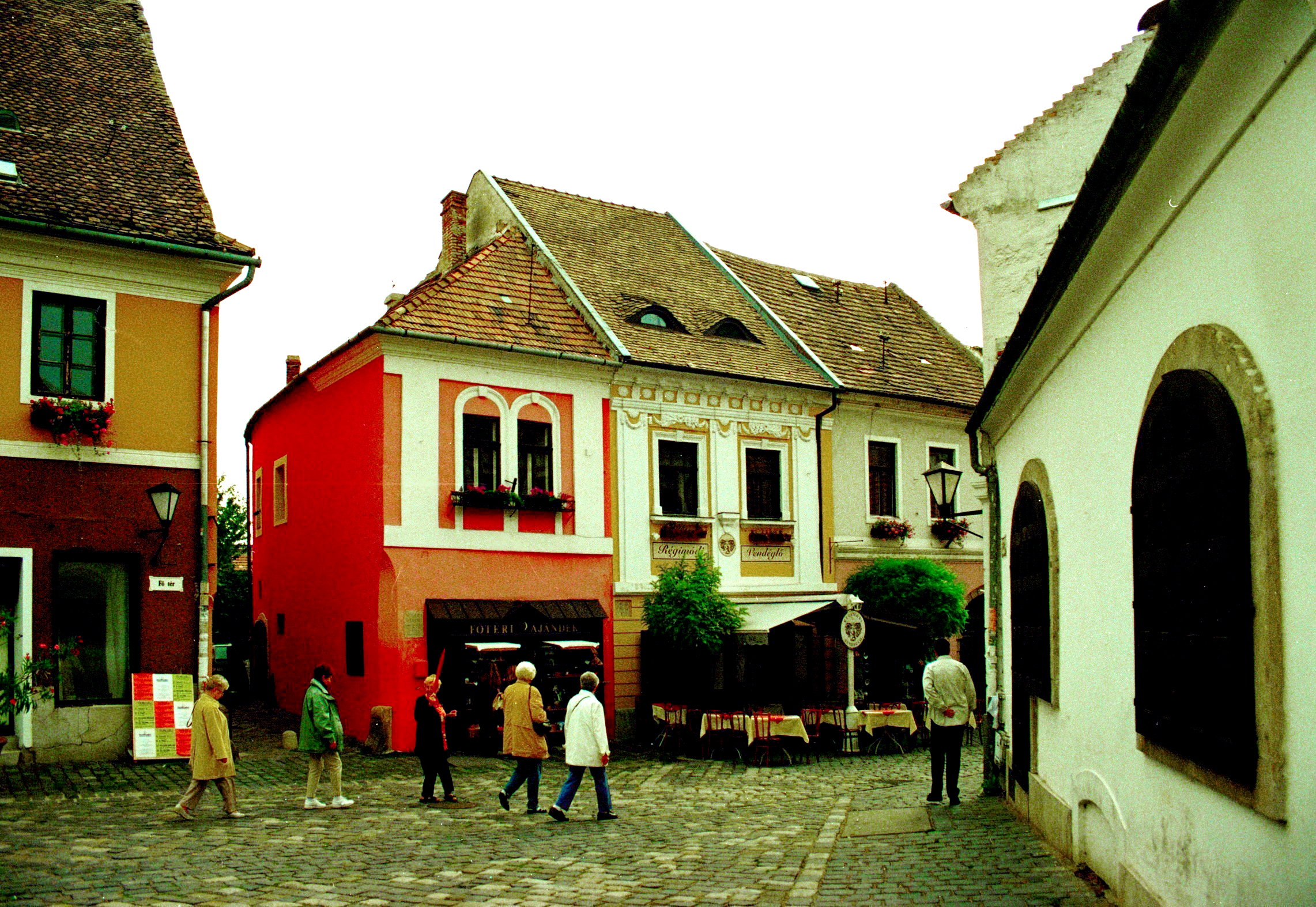
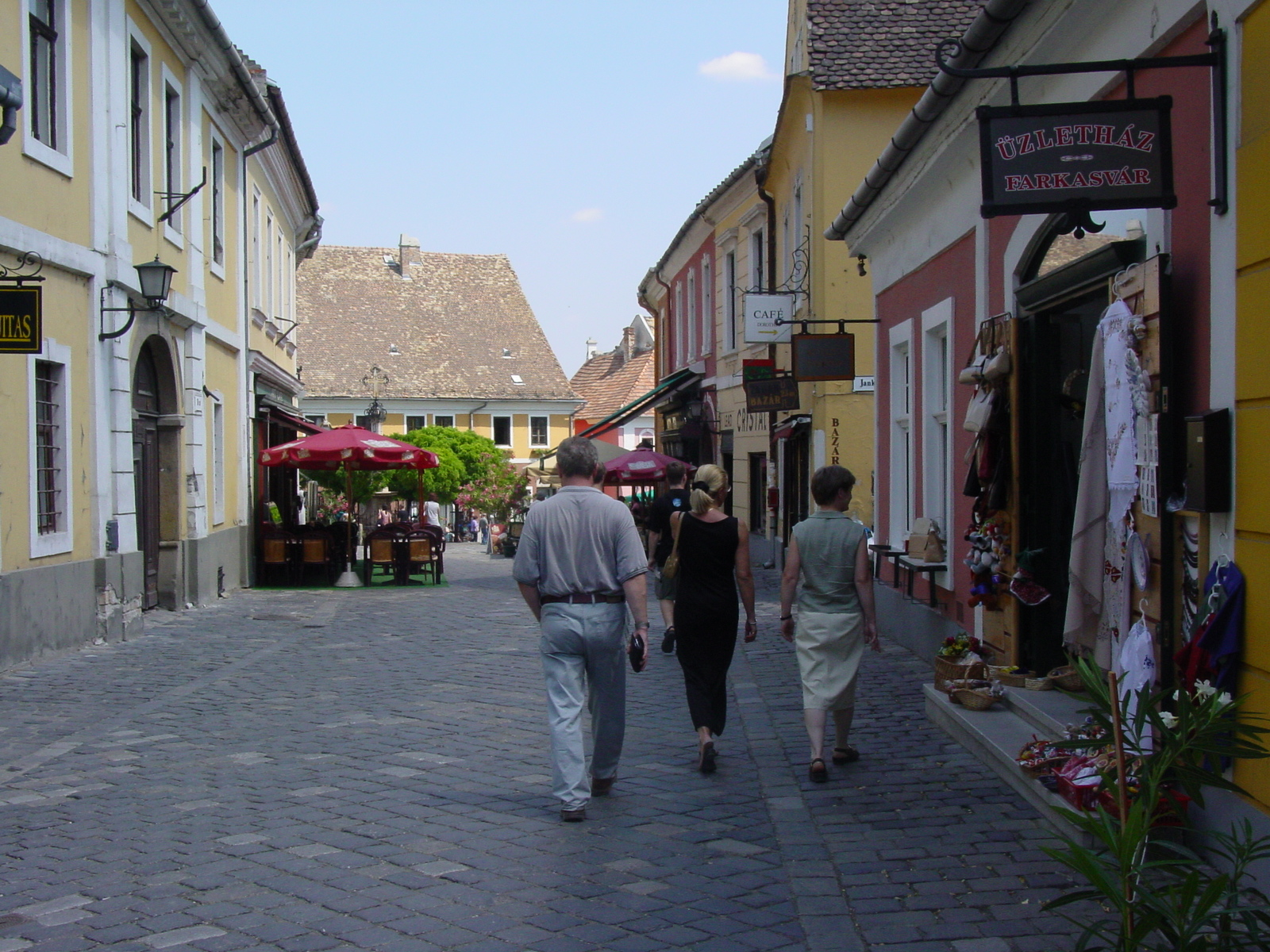
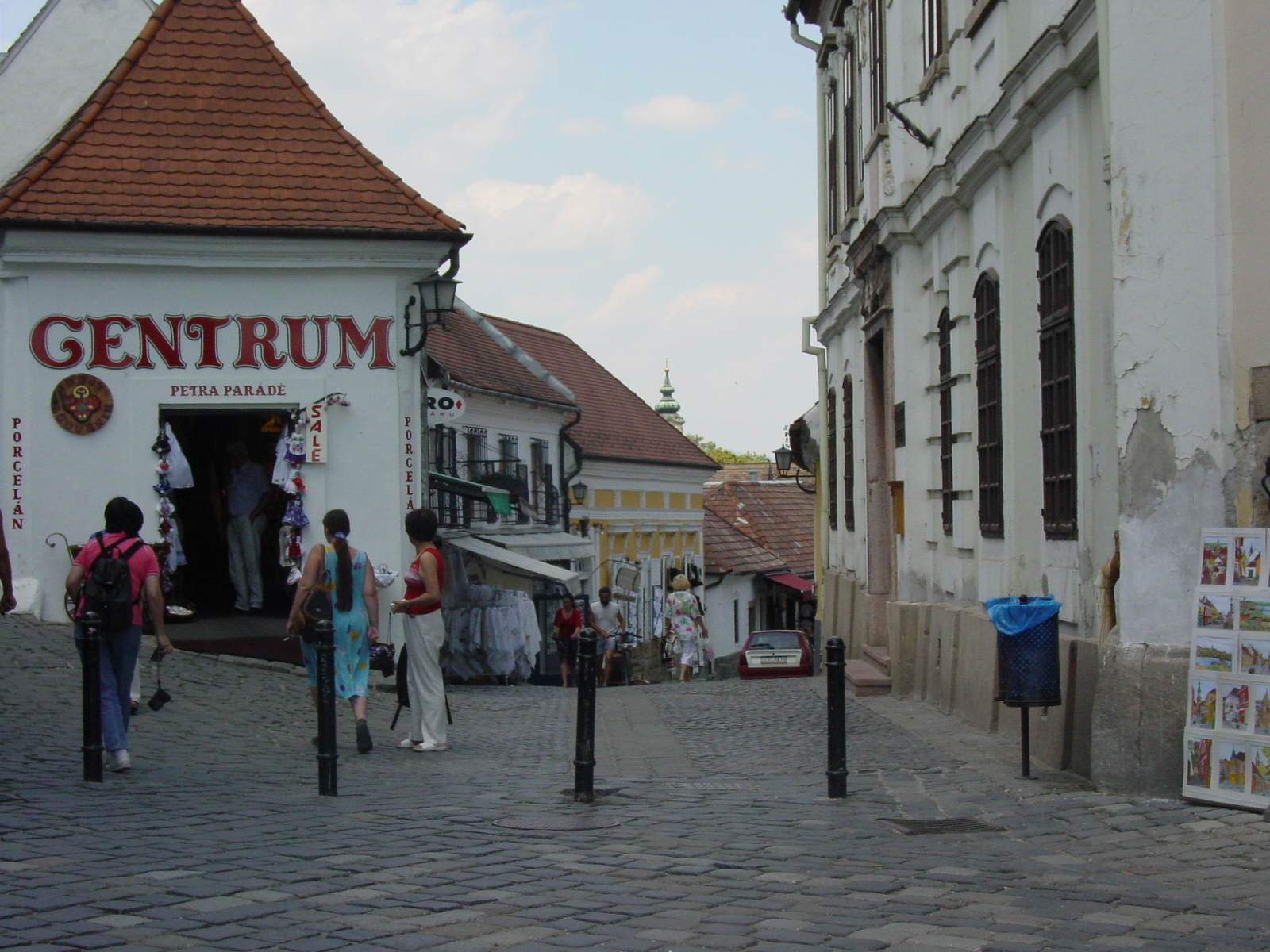

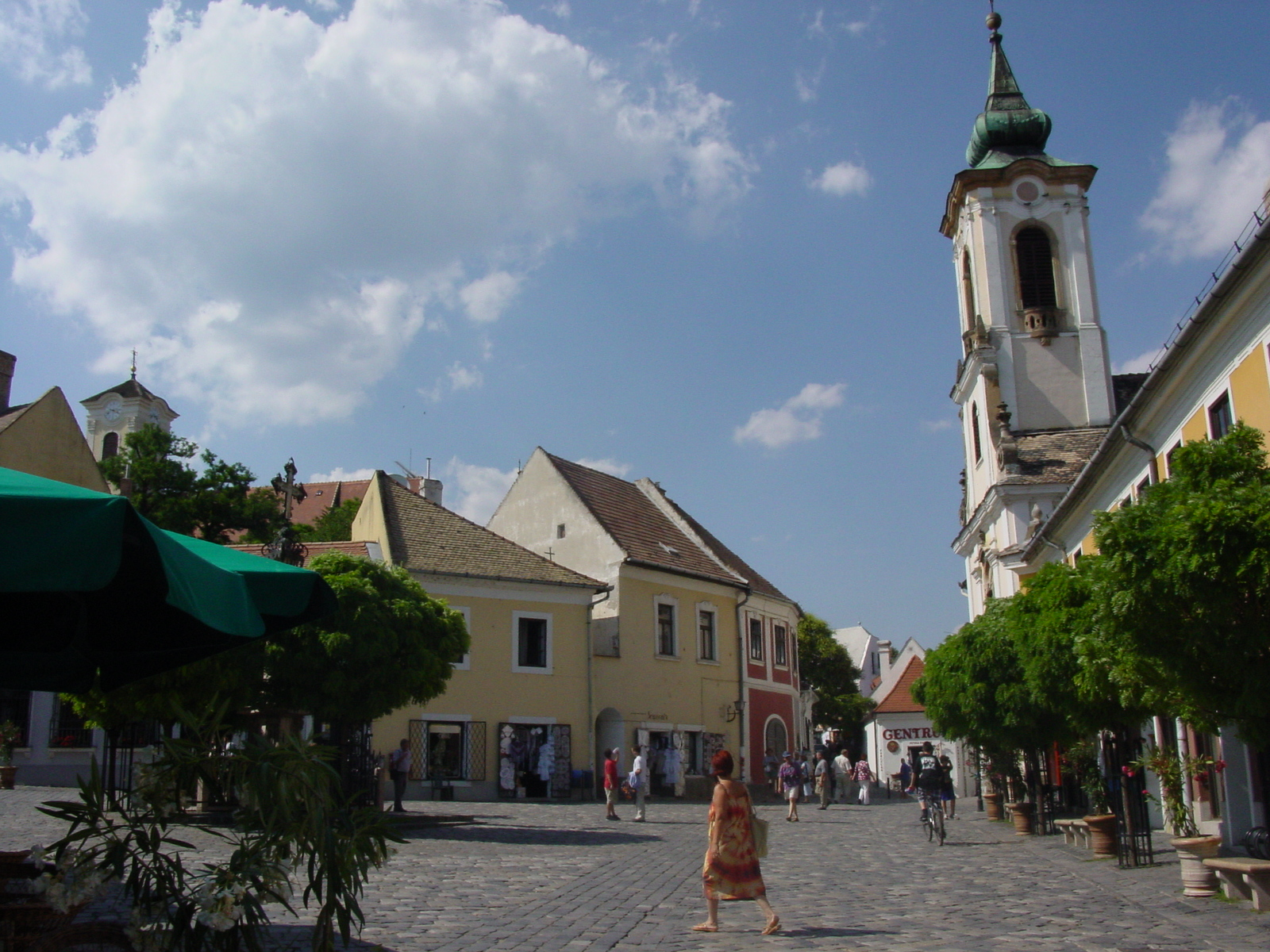
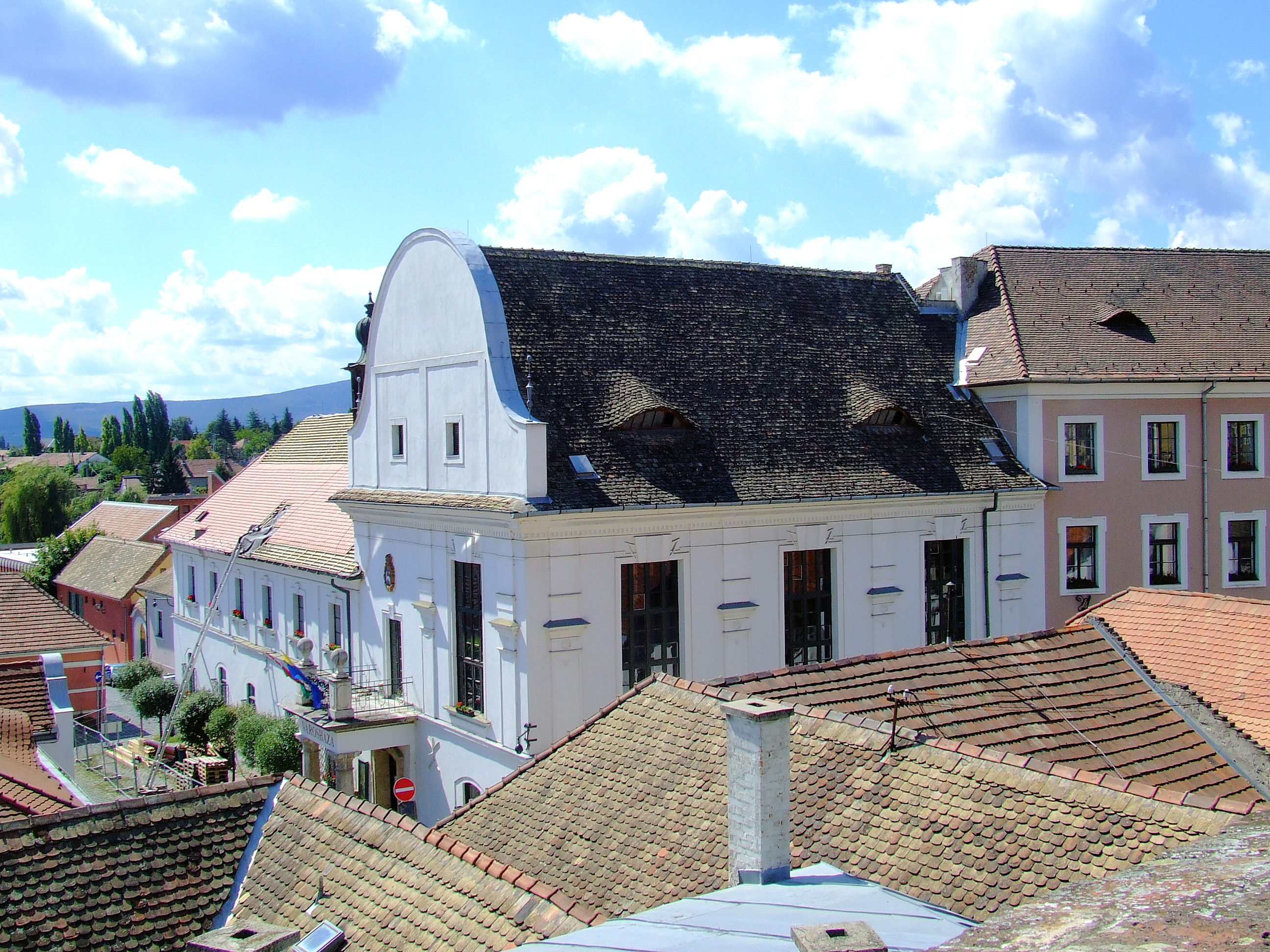
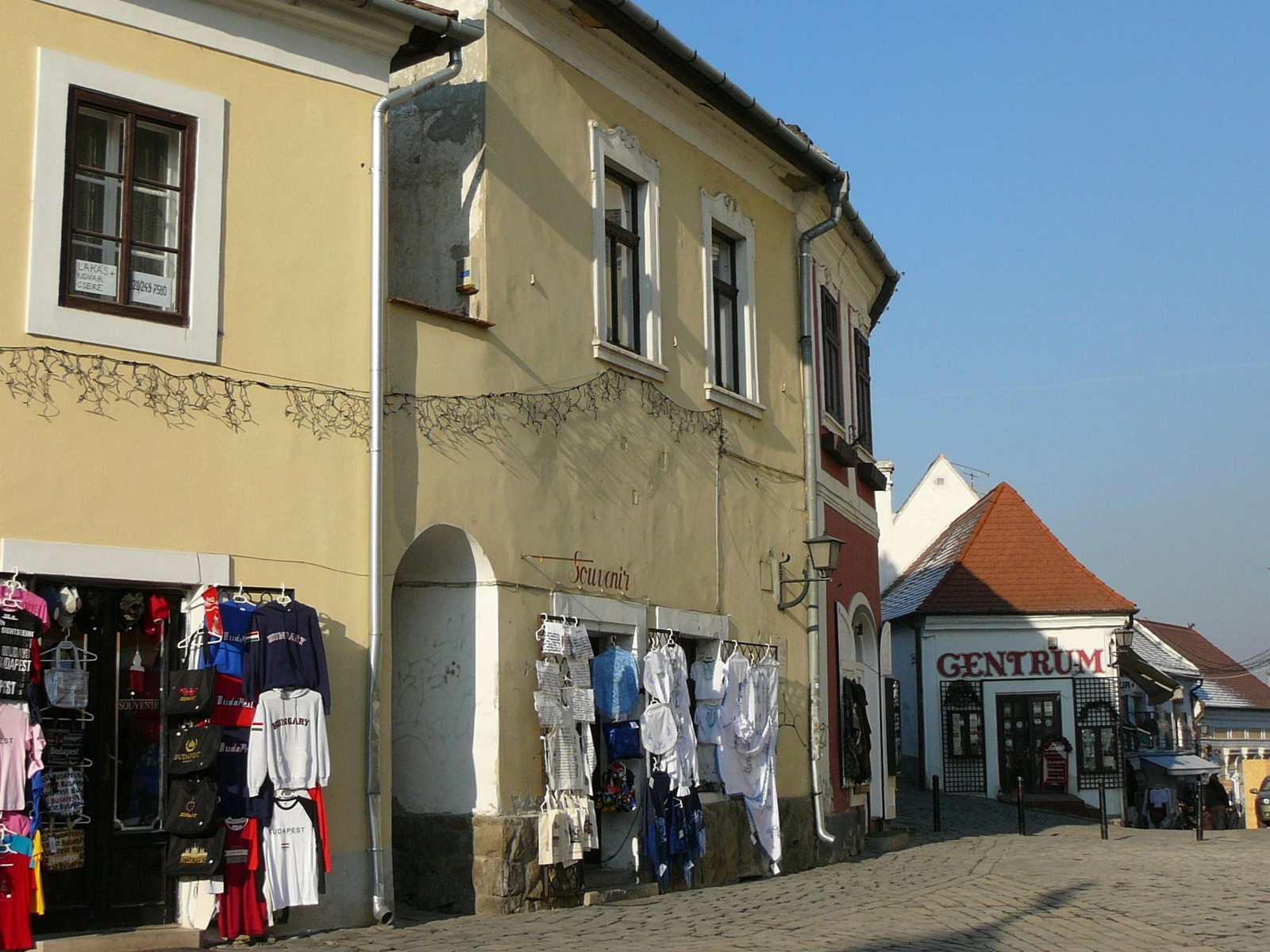

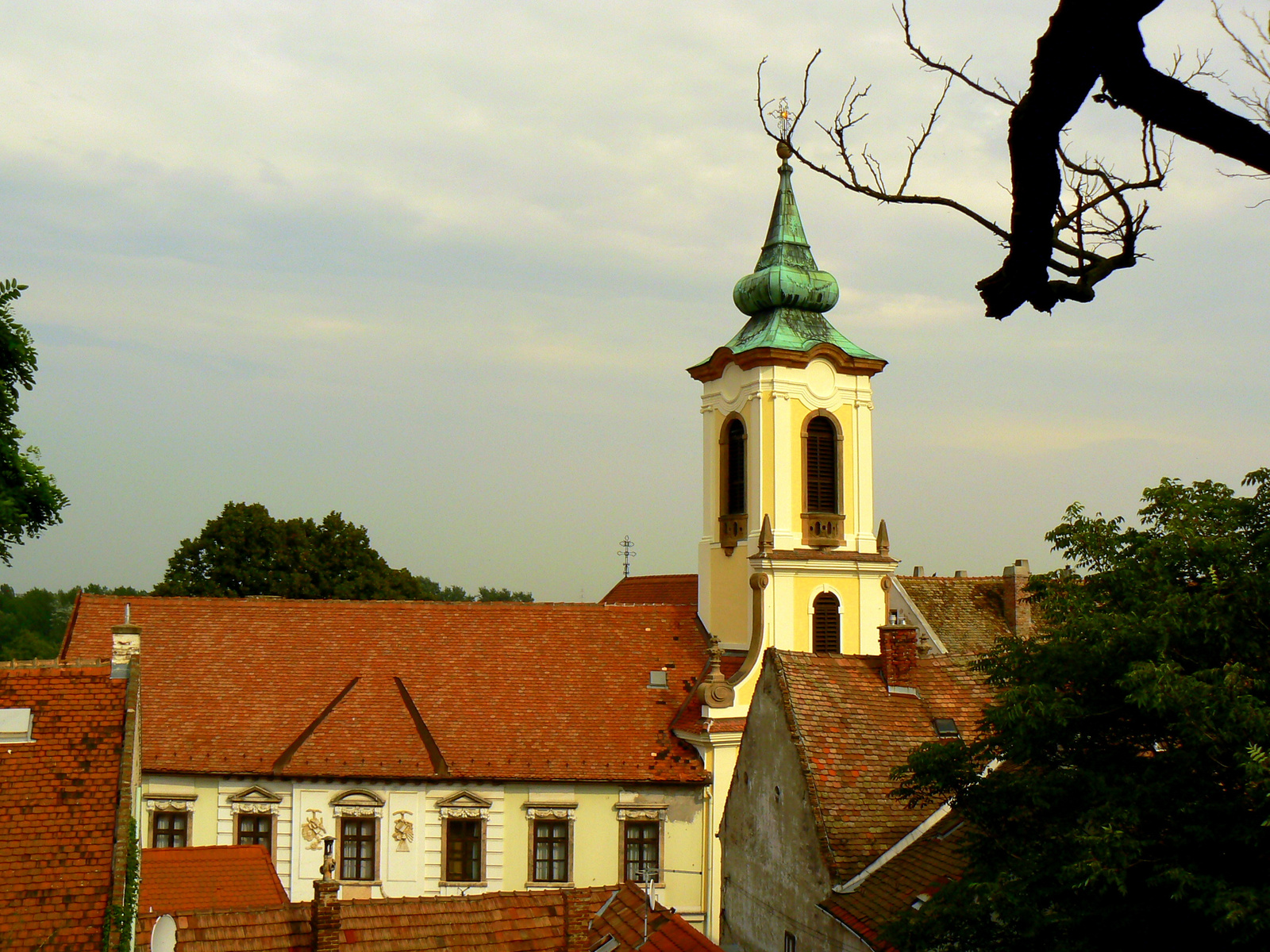
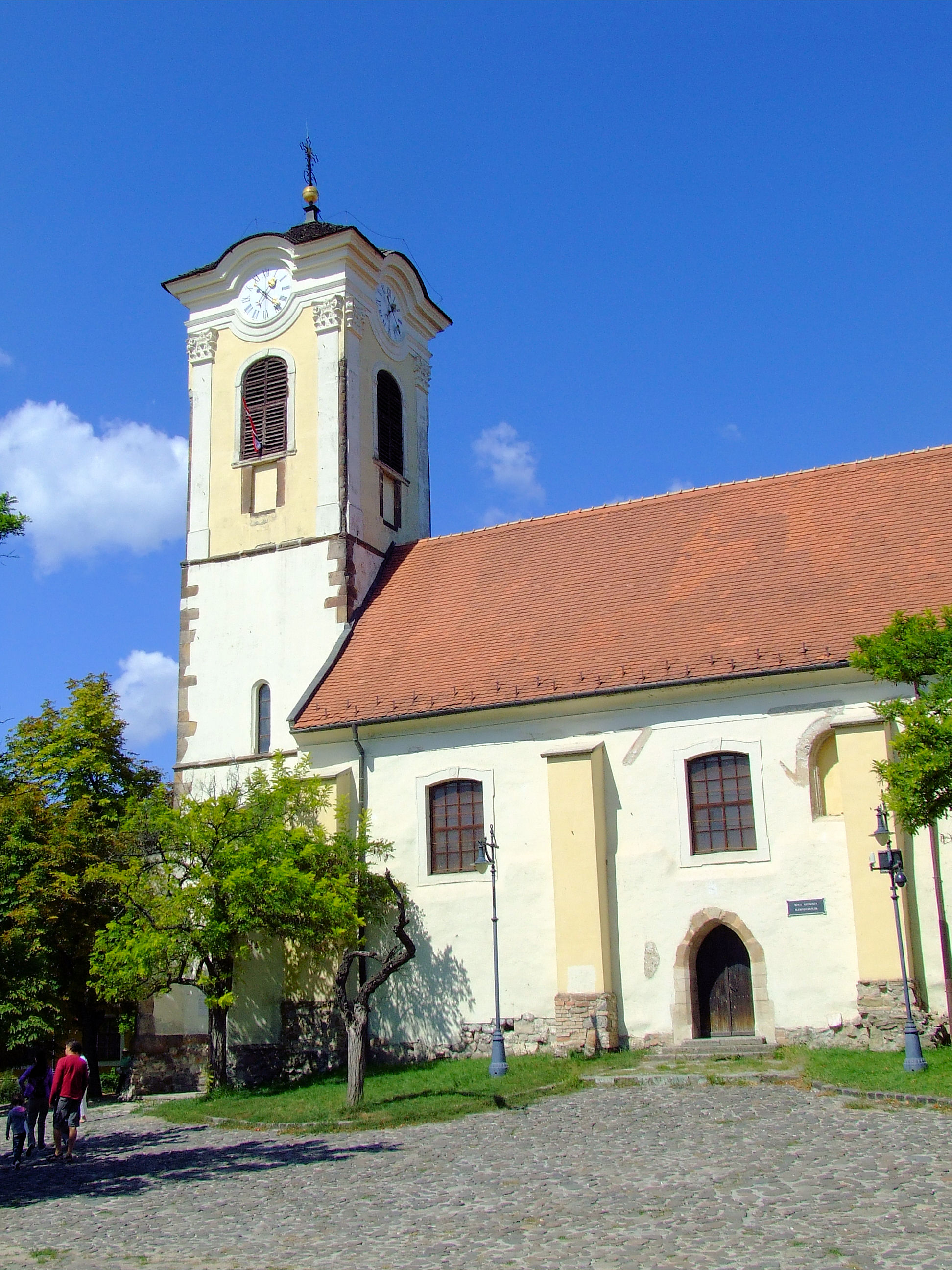
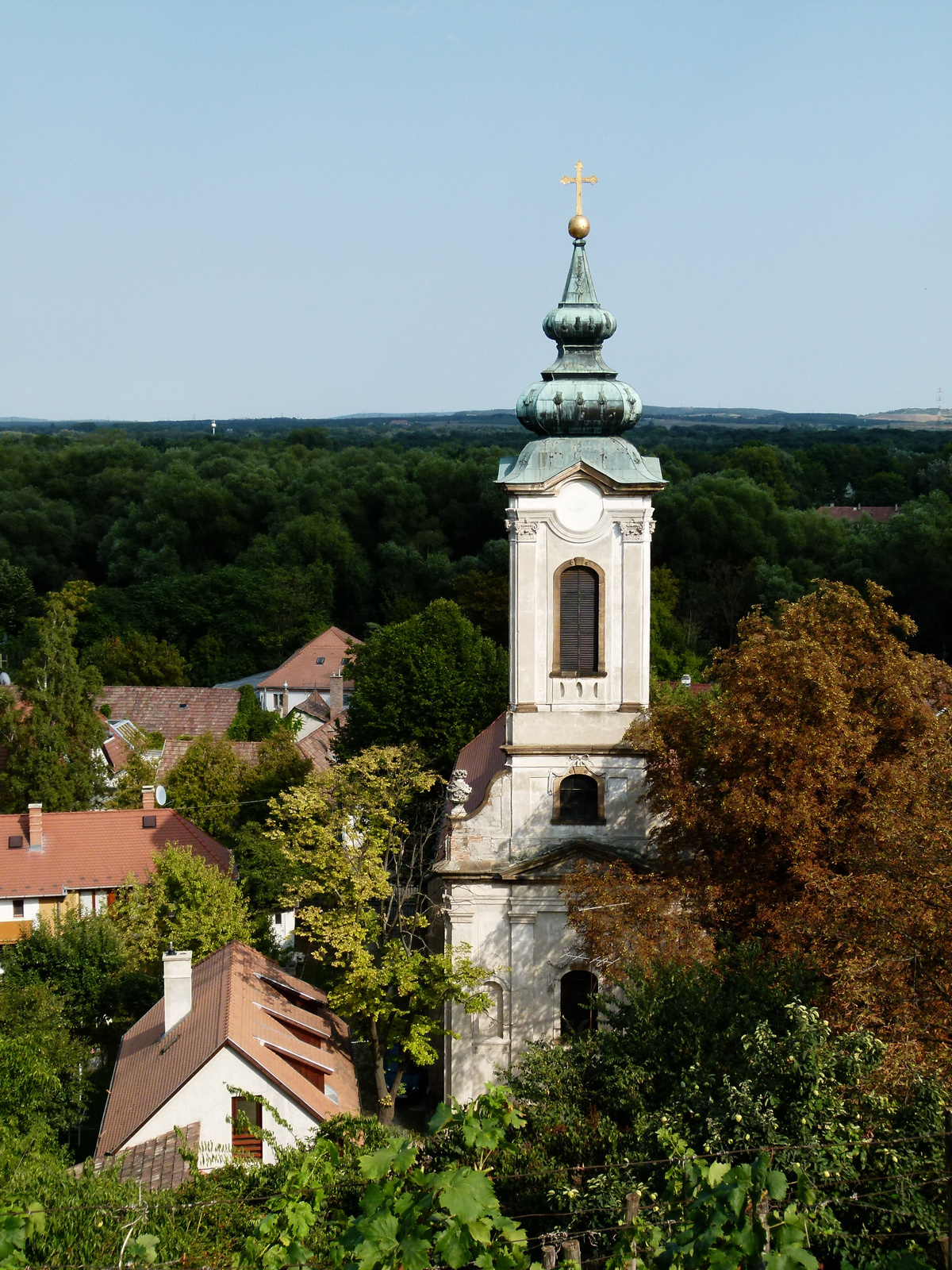

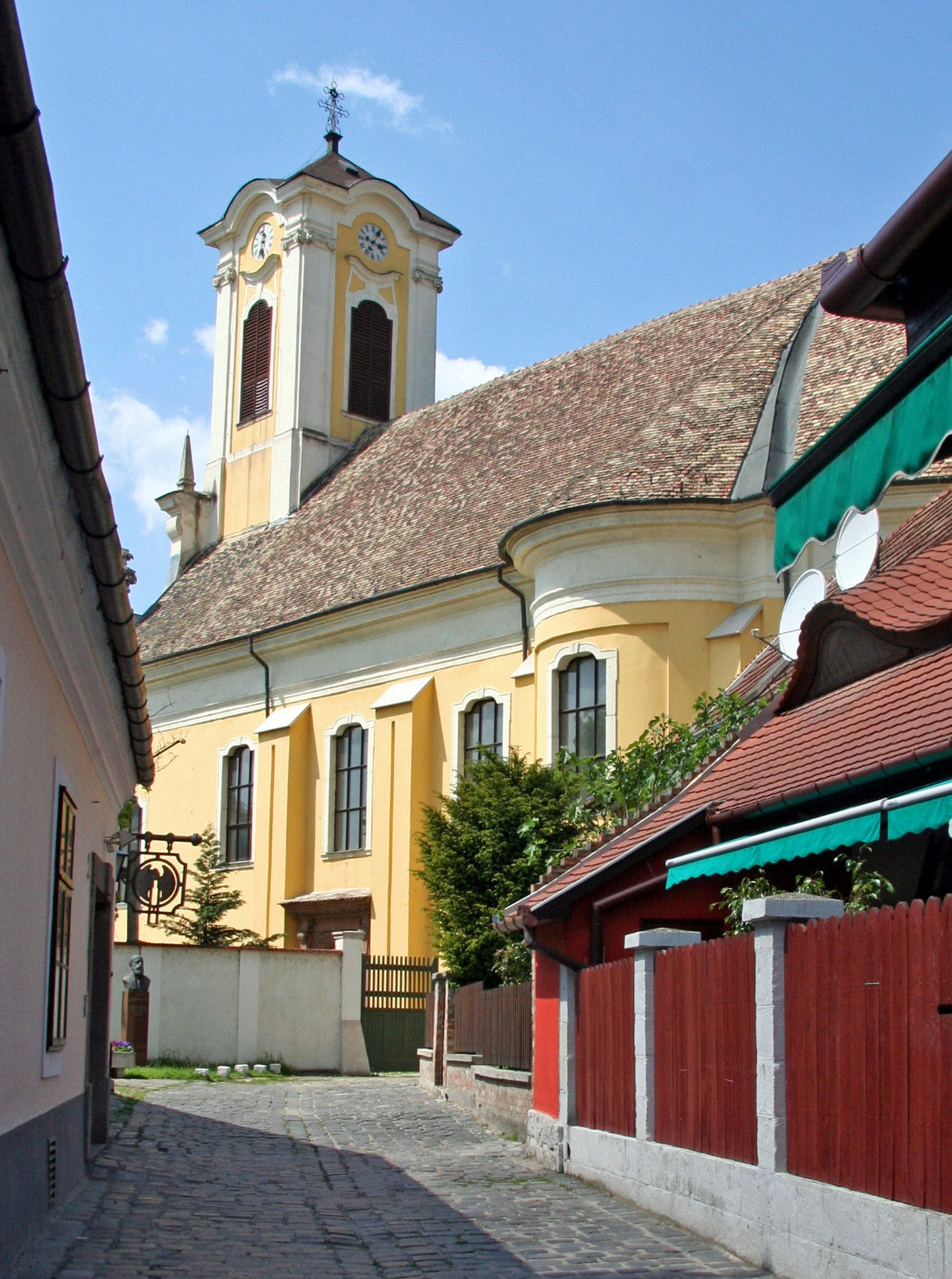
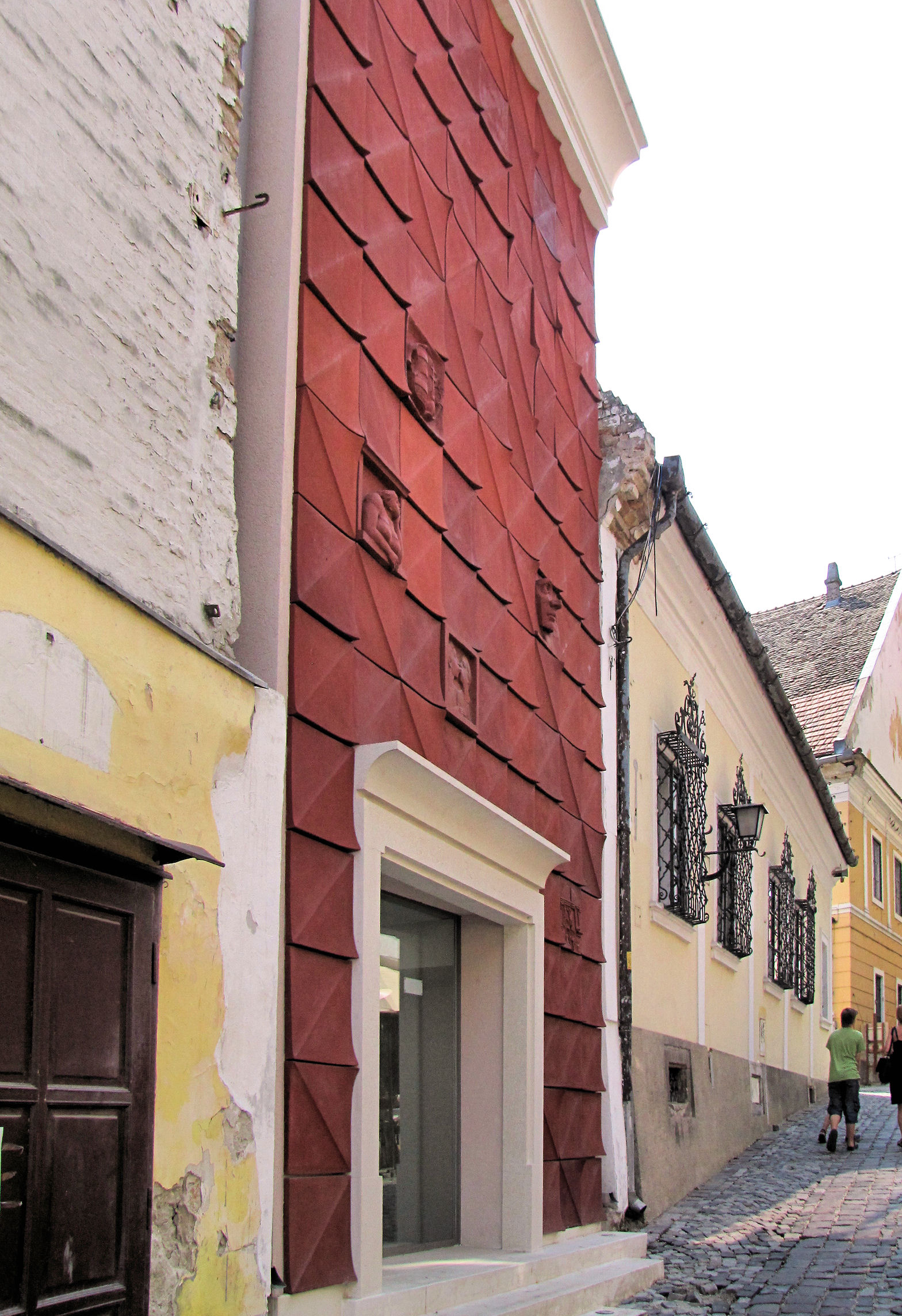
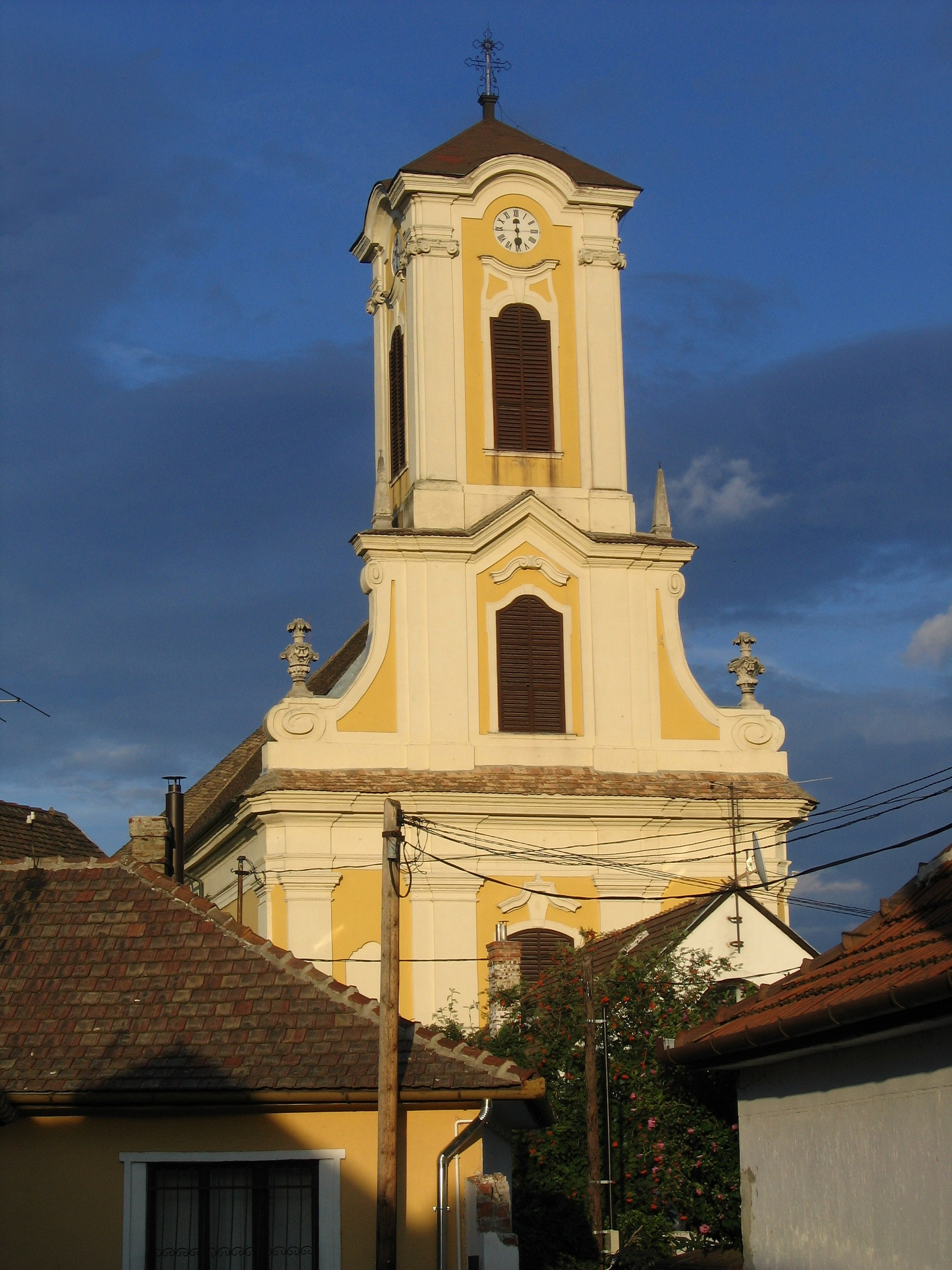